# Alte Propstei (Prager Burg)

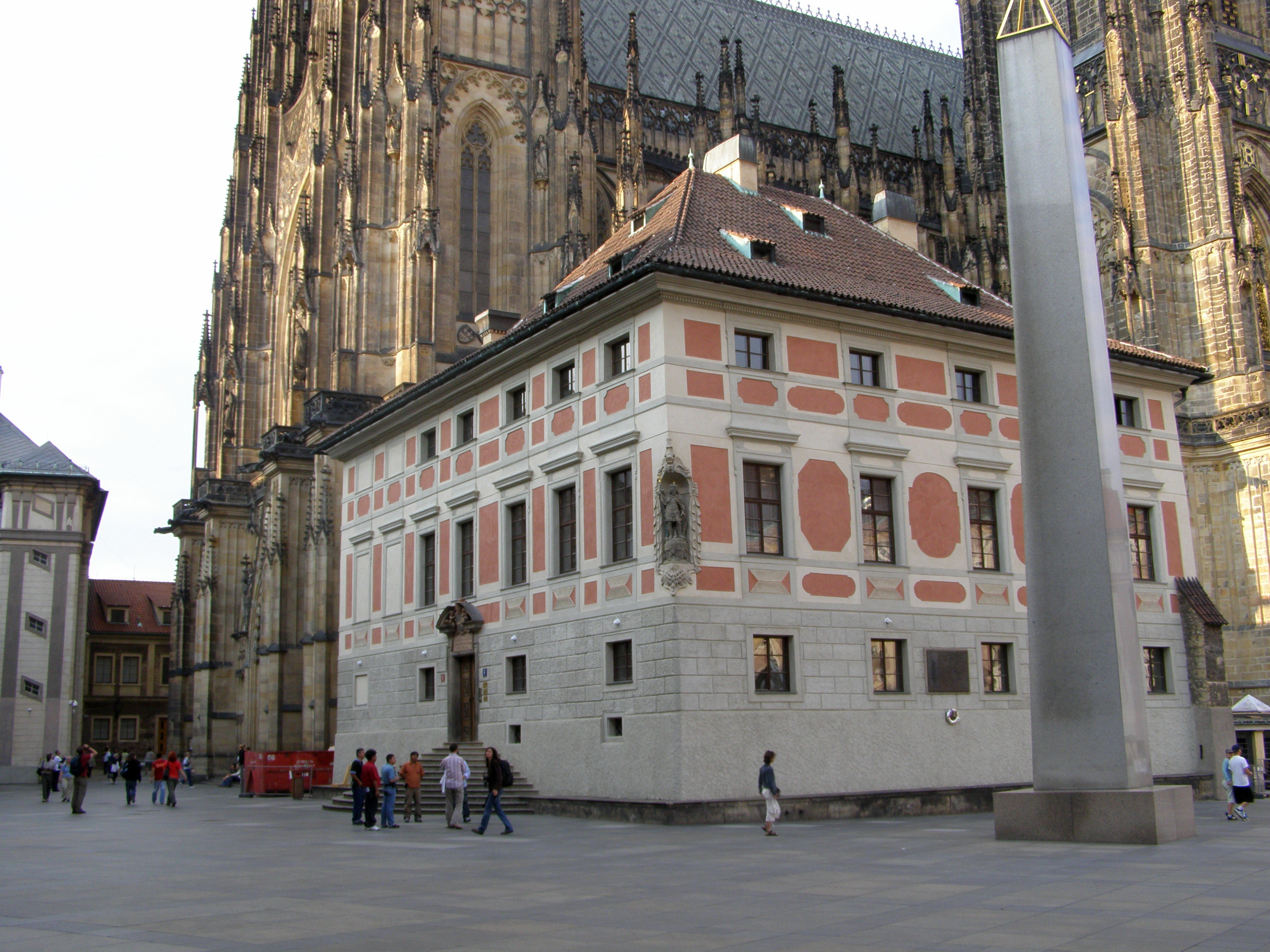
Alte Propstei vor dem Veitsdom, rechts der Obelisk.

Die frühbarocke Alte Propstei (tschechisch Staré proboštství) auf der Prager Burg befindet sich im dritten Burghof südlich vor dem Veitsdom, Haus Nr. 48/2. Seit dem 10. Jahrhundert stand hier die Residenz Prager Bischöfe, in den Jahren 1486 bis 1880 war das Haus Residenz der Pröpste des Metropolitankapitels von St. Veit. Heute haben hier Mitarbeiter von St. Veit ihre Büros.

## Geschichte und Beschreibung
Archäologische Ausgrabungen zeigen, dass am Ort der heutigen Alten Propstei im 10. Jahrhundert ein Gebäude aus Holz stand. Wahrscheinlich wohnten hier die ersten beiden Prager Bischöfe, Thietmar (Dětmar) und sein Nachfolger Adalbert (Vojtěch). In der vorchristlichen Zeit befand sich hier möglicherweise eine heidnische Kultstätte, die der böhmische Geschichtsschreiber Cosmas in seiner Chronik aus dem 12. Jahrhundert erwähnt. In der ersten Hälfte des 11. Jahrhunderts hat man anstelle des Holzgebäudes eine steinerne romanische Bischofsresidenz gebaut – es war wahrscheinlich das älteste steinerne Wohnhaus in Böhmen. Daneben wurde die St.-Mauritius-Kapelle gebaut. Bei einem Brand im 12. Jahrhundert erlitt das Haus einen schweren Schaden, danach wurde es wieder aufgebaut und vergrößert.
Im Jahr 1486 erwarb das Metropolitankapitel das Gebäude, es diente bis 1880 als Residenz des Propstes von St. Veit. (Danach wohnten die Pröpste in der Neuen Propstei am Náměstí U svatého Jiří (Georgsplatz).) In den folgenden Jahrhunderten wurde das Gebäude mehrfach umgebaut, sowohl in der Gotik als auch in der Renaissance. Das heutige frühbarocke Aussehen bekam es beim letzten großen Umbau im Jahr 1662 unter Propst Johann Franz Rasch von Aschenfeld (Jan František Rasch z Aschenfeldu) (1646–1666). Die Arbeiten werden dem italienisch-schweizerischen Architekten Francesco Caratti zugeschrieben, der zu dieser Zeit auf der Prager Burg tätig war.
Aus dieser Zeit stammen auch die Sandsteinstatue des hl. Wenzel in Ritterrüstung in einer mit Steinvorhängen und Stuck verzierten Nische an der Südwestecke, ein Werk des Bildhauers Johann Georg Bendl aus dem Jahr 1662, und das Eingangsportal an der Westseite. Halbkreisförmige Stufen führen zu einer massiven zweiflügeligen Tür, die mit geschnitzten Holztafeln verziert ist. Über der Tür befindet sich ein Steinrelief mit zwei Engelsfiguren, die das Wappen von Johann Franz Rasch tragen. Darunter ist die lateinische Inschrift eingraviert: „PRAEPOSITURA SANCTAE METROPOLITANAE ECCLESIAE ET REVERENDESSIMI SEMPERQUAE FIDELIS CAPITULI PRAGENSIS“ (deutsch: „Propstei der Heiligen Metropolitankirche und des hochwürdigen treuen Prager Kapitels“). In der Ostwand blieben Fragmente der romanischen Fassade und ein kleines romanisches Doppelfenster erhalten.
Spätere barocke Umbauten betrafen nur noch das Gebäudeinnere. So wurde um die Mitte des 18. Jahrhunderts das Haus mit einer Stuckdecke mit allegorischen Gestalten der vier christlichen Haupttugenden und mit Engelsfiguren dekoriert. Das geschah wahrscheinlich unter dem Propst des Veitskapitels Daniel Joseph Mayer (1701–1731), er ließ auch die angrenzende St.-Mauritius-Kapelle im Barockstil umgestalten.
Im Jahr 1880 wurde wegen einer Erweiterung des Veitsdoms die Kapelle abgerissen. Die Reste ihrer Fundamente und ein Teil der Fundamente der ehemaligen romanischen Basilika wurden vom Burgarchitekten Jože Plečnik bei der Renovierung des dritten Burghofs 1928–1935 freigelegt und mit einer Betonplatte abgedeckt. Sie sind zwischen dem Gebäude der Alten Propstei und der Kathedrale durch ein mit Reliefs aus Kupferblech verzierte Gitter zu sehen.
Nach dem Ende des Zweiten Weltkriegs wurde an die Südfassade der Alten Propstei eine von dem Architekten Pavel Janák entworfene metallene Gedenktafel angebracht. Sie trägt Namen der Opfer der nationalsozialistischen Besatzung unter den Burgangestellten.
Während der sozialistischen Ära wurde das Gebäude vom Staat beschlagnahmt und von der Burgverwaltung und dem Präsidialamt genutzt. Es blieb im Staatsbesitz, wird aber seit 1994 vom Metropolitankapitel für die Büros der Mitarbeiter genutzt.

## Galerie

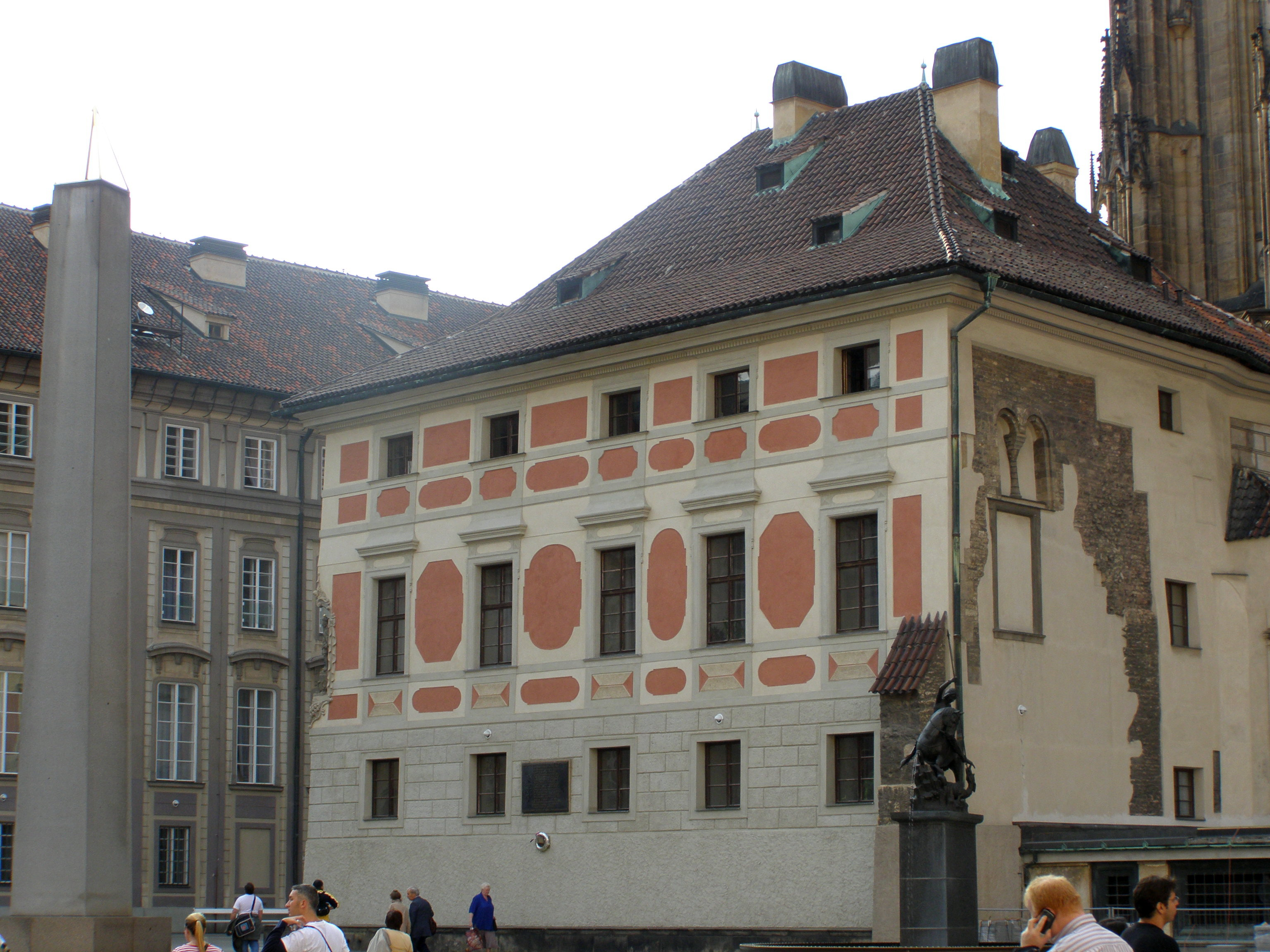
Blick von Osten
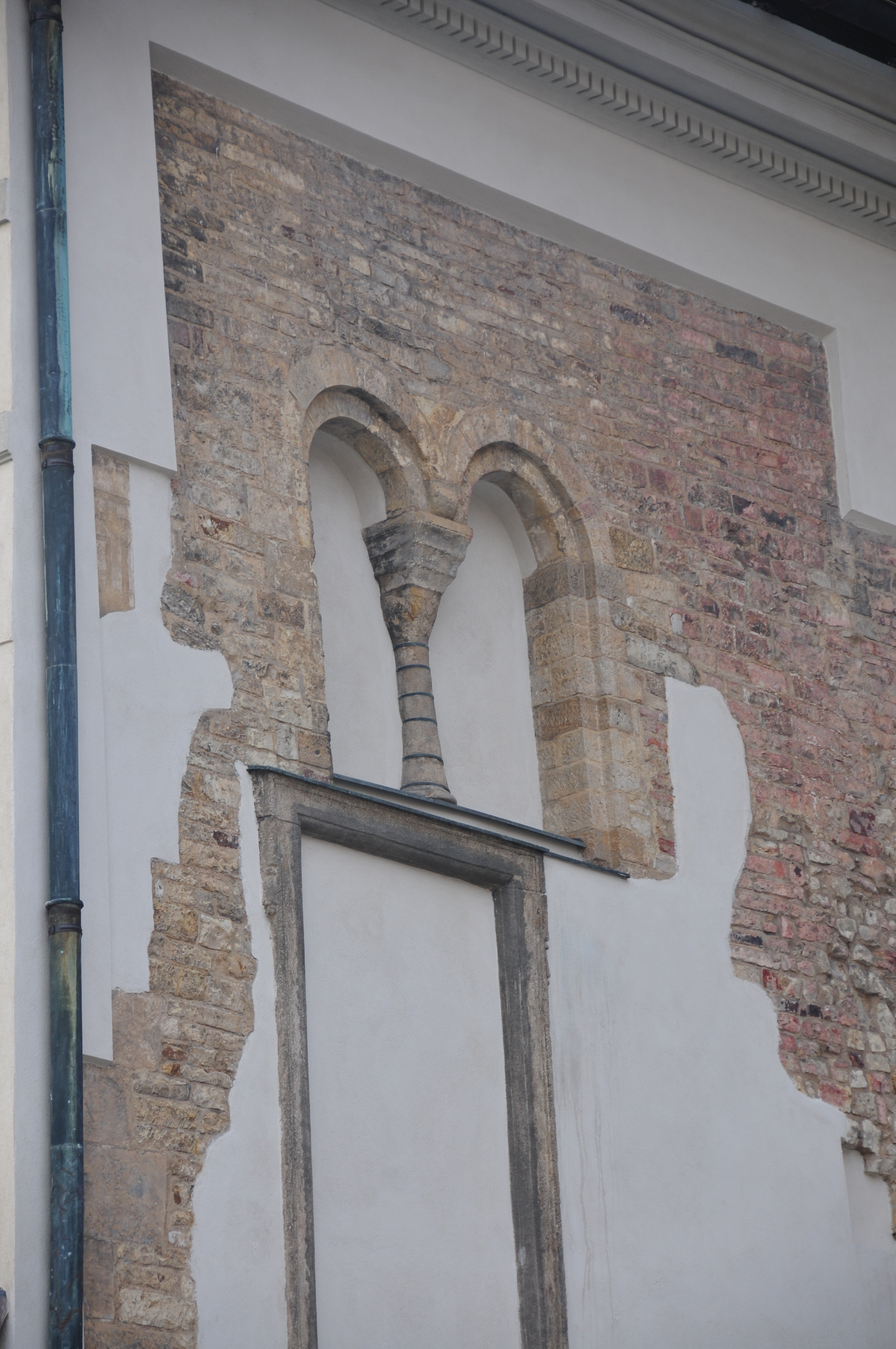
Romanisches Fenster an der Ostwand
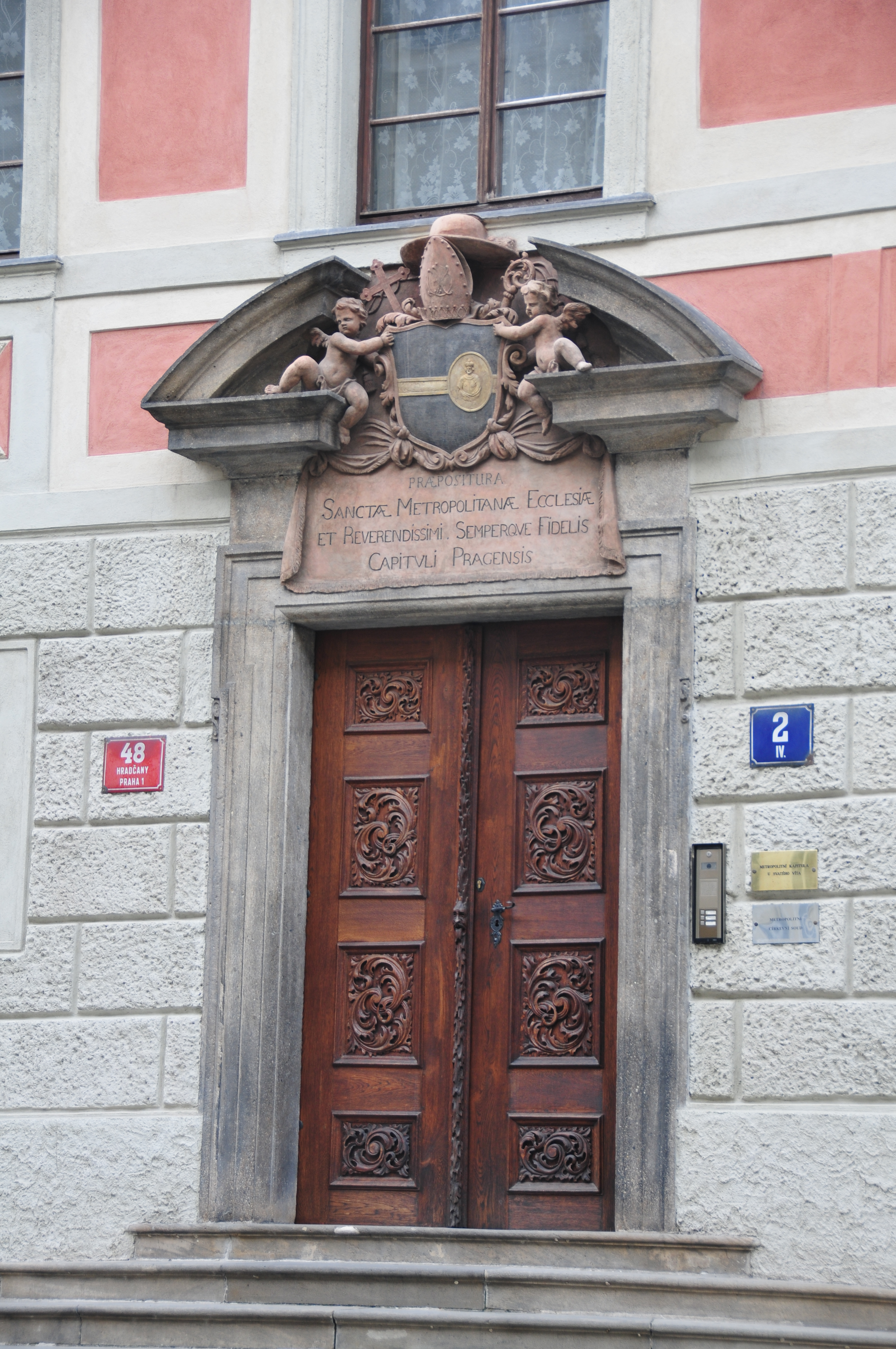
Portal an der Westseite
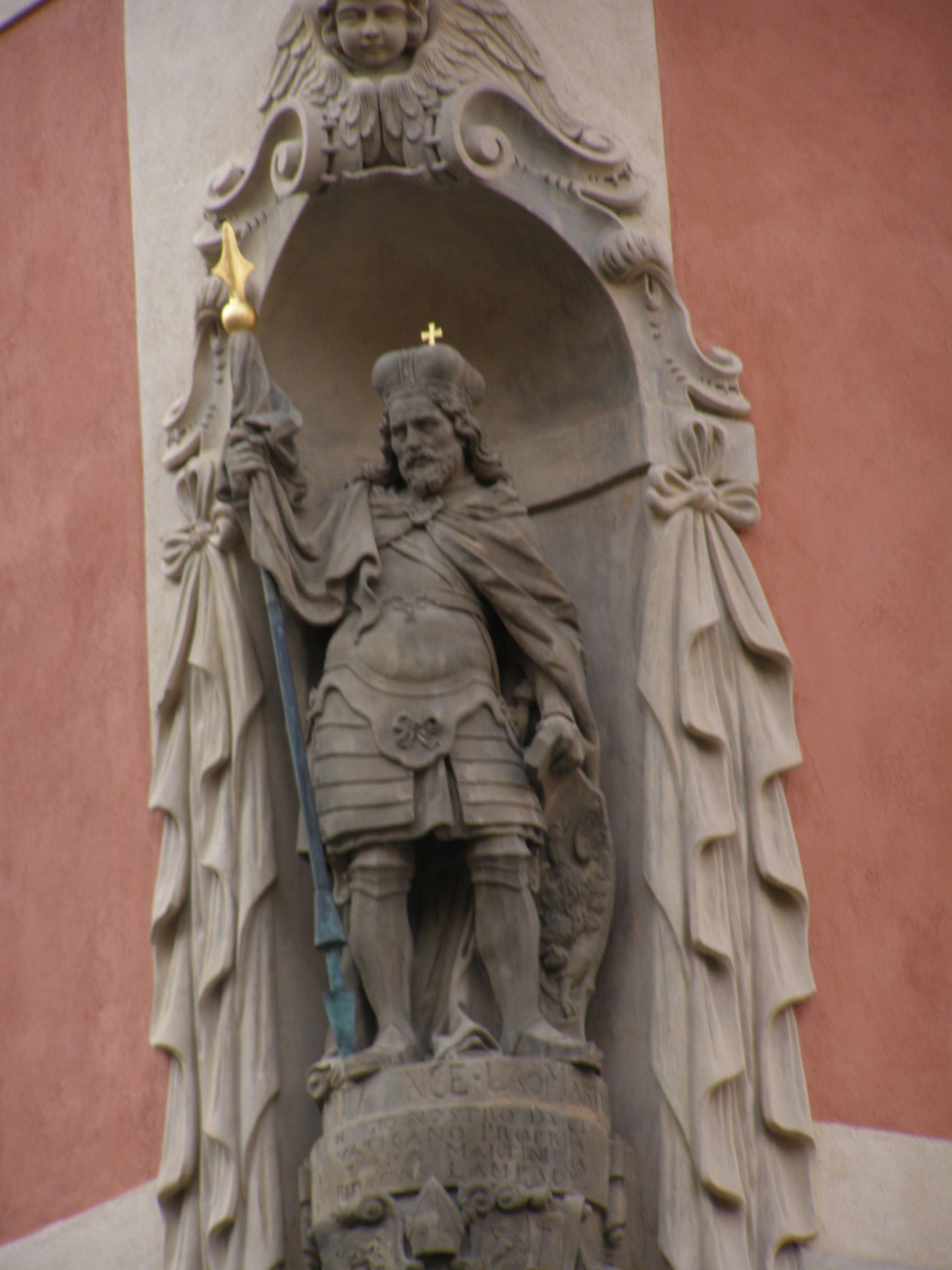
St.-Wenzel-Statue